# Philippe-Claude Montigny
Philippe-Claude Montigny, fils de l'ébéniste Louis Montigny, est un ébéniste français né en 1734 et décédé à Paris le 25 juin 1800.
Il est reçu maître le 29 janvier 1766. 
En 1778, l'Almanach dauphin le cite comme « l'un des plus renommés pour les meubles en écaille et argent, ou ébène et cuivre, dans le genre des ouvrages du célèbre Boulle ».
L'Administration royale le charge de la restauration des médaillers de Louis XIV. Dix d'entre eux, rescapés de l'incendie des Tuileries, se trouvent au musée du Louvre, dans la galerie d'Apollon. On retrouve l'estampille de Montigny sur l'un d'eux.
On le trouve rue de la Contrescarpe, cour de la Juiverie en 1765, 1787. Il a épousé Marie-Jeanne  d'Estrées ou Stret
C'est le beau-frère de Fidelis Schey, ébéniste, qui prend la maîtrise à Paris en 1777, et dont les ateliers sont voisins, tous deux au faubourg Saint-Antoine ;  le cousin de René Dubois, ébéniste de la reine ; et le père de Jacques-Philippe Montigny.

## Œuvres
Il excelle dans la production de bureaux plats, certains avec un cartonnier comme celui conservé à Paris, à la Banque de France, ou un autre conservé dans les collections du duc de Bedford à Wooburn Abbey. Ceux-ci sont souvent plaqués d'ébène et ornés d'une frise en bronze doré. On citera un secrétaire en armoire conservé au J. Paul Getty Museum et un secrétaire en laque namban, commerce d'art, Paris, et un autre secrétaire conservé au  musée Jacquemart-André.
J.P. Getty Museum, Collections.
Mobilier national (Paris), Collections.